# Lophacme
Lophacme  es un género de planta con flor,  gramínea,   perteneciente a la familia de las poáceas. Es originaria de Sudáfrica.

## Especies
- Lophacme digitata Stapf 1899
- Lophacme incompleta  (Roth) Chiov. 1908
- Lophacme parva Renvoize & Clayton